# جمدار
جمدار وهو لقب ووظيفة في العهدين الأيوبي والمملوكي ومهمة الجمدار الاعتناء بملابس السلطان.

## أمراء وسلاطين كانوا من الجمدارية
- السلطان الأشرف أبو النصر قانصوه الغوري

- فارس الدين أقطاي الجمدار

- الأمير أركتمر الجمدار

- الأمير سيف الدين بكمش الجمدار الظاهري

- الأمير علاء الدين علي الجمدار

- الأمير الكبير الحاج عز الدين أزدمر الجمدار.

- الأمير ركن الدين منكويرش الجمدار المنصوري